# LRC (treno)
Con l'acronimo LRC è conosciuta una tipologia di treno, Light, Rapid, Comfortable (Train), (in italiano treno Leggero-Rapido-Confortevole) prodotta da un consorzio canadese, composto da Montreal Locomotive Works e Alcan, costituito per la costruzione di rotabili leggeri  muniti di sistemi di pendolamento per il trasporto veloce di passeggeri su linee tradizionali. Il consorzio è stato in seguito acquisito da Bombardier.

## Storia
In seguito all'abbandono progressivo del traffico passeggeri ferroviario, nel secondo dopoguerra, da parte delle società canadesi Canadian National e Canadian Pacific il governo del Canada creò la compagnia VIA Rail per riattivare il trasporto passeggeri. Il materiale rotabile delle due compagnie private era ormai obsoleto per cui venne incentivato l'acquisto di nuovo materiale rotabile, alla fine degli anni settanta. La fabbrica canadese Montreal Locomotive Works e l'Alcan, produttore nazionale di alluminio, vennero coinvolte nel progetto, denominato LRC, costituito di un convoglio di tipo metropolitano leggero, con locomotiva diesel e materiale rimorchiato provvisto di dispositivi di compensazione della forza centrifuga allo scopo di servire le destinazioni a breve e media distanza con velocità prossime a 200 km/h su linee non specificamente previste per treni ad alta velocità. Venne usata la tecnica dell'assetto variabile per il materiale trainato lasciando le locomotive prive di tale sistema.
Immessi in servizio all'inizio degli anni ottanta i treni accusarono numerosi inconvenienti dovuti al meccanismo di oscillazione che provocarono la disattivazione del sistema per un certo periodo con perdita in termini di immagine per la società. Risolti i problemi e appurata la capacità di raggiungere i 200 km/h i treni sono stati tuttavia limitati a velocità non superiore a 160 km/h.
La MLW, costruttrice del materiale, nel 1975 venne acquistata da Bombardier che propose il treno LRC anche all'Amtrak che dopo aver eseguiti numerosi test nel corridoio Boston-New York rinunciò tuttavia all'acquisto. 

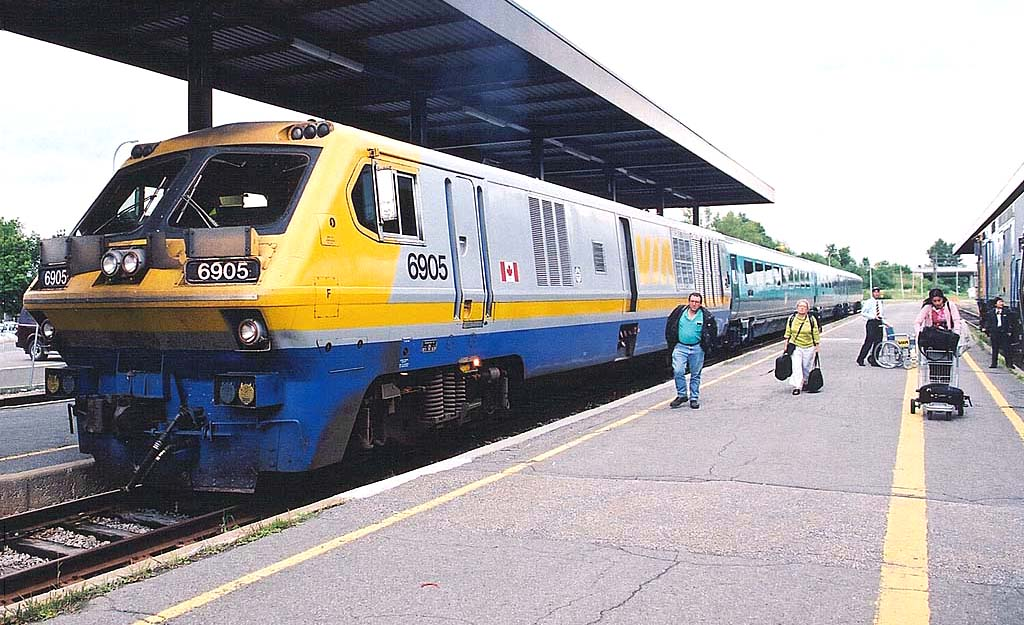
LRC 6905 a Ottawa, Ontario

Nel 2001 le locomotive originali dei treni sono state sostituite da unità più moderne .